# دروازه تقدیر
دروازه تقدیر فیلمی به کارگردانی حمید مجتهدی و نویسندگی ابراهیم زمانی آشتیانی محصول سال ۱۳۴۶ است.

## خلاصه داستان
علی غصه خور به ملاقات دوستش ایرج می‌رود، اما بر اثر انفجار کپسول گاز جوشکاری کشته می‌شود...

## بازیگران
- فروزان
- ایرج رستمی
- همایون
- گوگوش
- هوشنگ بهشتی
- رفیع حالتی
- احمد قدکچیان
- لیلا فروهر
- یدالله محمدی‌نژاد
- ایران قادری
- عزت‌اله مقبلی
- مهدی مصیبی